# Hohenlohe
Hohenlohe je geografický německý region nacházející se na severovýchodě Bádenska-Württemberska. Je spjat se šlechtickým rodem Hohenlohů, díky kterým bylo jejich panství v roce 1450 povýšeno na říšské hrabství a v roce 1744 na knížectví. Tento německý stát o rozloze 1760 km² byl v roce 1806 v důsledku napoleonských válek zabrán Württemberským královstvím.